# Совет по делам Русской православной церкви
Сове́т по дела́м Ру́сской правосла́вной це́ркви — государственный орган при Правительстве СССР, занимавшийся вопросами Русской православной церкви в период с 1943 по 1965 годы. Без согласия Совета местные власти не имели права закрывать церкви. На местах от имени Совета действовали его уполномоченные, назначаемые и финансируемые местными органами власти. Несмотря на формальную подотчётность уполномоченных Совету, они фактически подчинялись местным властям. Сам Совет находился в подчинении сначала ЦК ВКП(б), а затем ЦК КПСС. В период хрущевской антирелигиозной кампании состав Совета был дважды обновлён, ориентирован на проведение широкой борьбы за ограничение деятельности Русской православной церкви. Члены Совета разработали комплекс мер по ограничению экономической деятельности Русской православной церкви, которые действовали вплоть до конца 1980-х годов.
В декабре 1965 года этот орган объединен с Советом по делам религиозных культов в Совет по делам религий.

## Возникновение
14 сентября 1943 года вышло постановление Совнаркома СССР о создании Совета по делам Русской православной церкви. Название нового органа предложил сам И. В. Сталин, который считал, что задачей этой структуры должна стать организация взаимоотношений между государством и церковью. Разработка регулирующих деятельность Совета документов и подбор кадров затянулись на несколько лет. 7 октября 1943 года было утверждено Положение о Совете. В 1945 году были заполнены должности центрального аппарата Совета, а в 1946 году — должности его Уполномоченных на местах.

## Структура и численность
До конца 1965 года Совет состоял из 5 членов (председатель, заместитель председателя, ответственный секретарь и заведующие отделами). В составе Совета были:
- Аппарат при руководстве — 4 человека (стенографист, переводчик, секретари-машинистки);
- Инспекторский отдел — 8 человек;
- Отдел по делам центрального управления церковью — 4 человека.

Таким образом, численность работников Совета на 1965 год составляла 19 человек. По сравнению с послевоенным период штат организации заметно сократился — в 1947 году в Совете (в центральном аппарате) трудились 43 сотрудника. Уменьшение штата во многом связано с тем, что с 1959 года у Совета были общие структуры с Советом по делам религиозных культов: бухгалтерия, юрисконсульт, хозяйственная часть и библиотека.
Совет располагал (по состоянию на 1947 год) собственным гаражом (3 шофера) и буфетом.
В 1963—1965 годах при Совете на общественных началах работала группа инспекторов-консультантов, в которую входили сначала 12, а потом 21 человек. Среди них были такие ученые как Н. П. Красников, Э. И. Лисавцев и П. Н. Курочкин.

### Составы Совета
Первый состав Совета был сформирован к концу 1943 года из 5 человек. Члены первого состава Совета были назначены по предложению его председателя Георгия Карпова. Заместителем Карпова в 1943—1944 годах являлся К. А. Зайцев. Первоначальный состав Совета не менялся более 10 лет. Г. Т. Уткин и И. И. Иванов работали в Совете со дня его основания, С. К. Белышев — с 1945 года. Члены Совета вовсе не всегда были согласны с деятельностью его председателя. Например, в августе 1951 года член Совета И. И. Иванов послал донос на Карпова в ЦК КПСС, сообщив, что председатель обменивается подарками с Патриархом Московским и всея Руси.
Второй состав Совета был сформирован в 1957 году. Председателем остался Карпов, его заместителем стал П. Г. Чередняк, главой инспекторского отдела — И. И. Сивенков, заведующим отделом по делам центрального управления — сначала Л. А. Щербаков (с мая по декабрь 1957 года), а затем В. И. Васильев. Ответственным секретарем оставался И. М. Репин.
Третий состав Совета сформировался в 1960—1961 годах и оставался неизменным до упразднения этого органа в 1965 году. Председателем был В. А. Куроедов (с февраля 1960 года), его заместитель — В. Г. Фуров (с 1961 года), ответственный секретарь — А. М. Шиков (с апреля 1960 года), отдел по делам центрального управления возглавил П. В. Макарцев, заведующий инспекторским отделом — Г. С. Казызаев (с мая 1961 года).

### Уполномоченные Совета по делам Русской православной церкви
На уровне краев, областей, союзных и автономных республик действовали уполномоченные Совета по делам Русской православной церкви. Они назначались местными властями. Уполномоченный подчинялся непосредственно председателю областного (краевого) исполкома или его заместителю. При этом уполномоченный не мог быть снят с должности или переведён на другую работу без согласия Совета по делам Русской православной церкви. По должностному окладу уполномоченный приравнивался к заведующему отделом. Запрещалось привлекать уполномоченного на длительное время для исполнения деятельности, не связанной с его основной работой. Верующие и служители культа по всем вопросам, связанным с деятельностью религиозных организаций, имели право обращаться только к уполномоченному. Аппарат уполномоченного должен был размещаться в удобном для приёма посетителей помещении. Запрещалось совмещать должности уполномоченных Советов по делам Русской православной церкви и по делам религиозных культов (уполномоченным этих советов запрещалось также работать в одном кабинете). Согласно постановлению Совнаркома СССР от 1 декабря 1944 года районные исполкомы были обязаны отвечать на запрос уполномоченного в течение десяти дней с момента его получения.
На уполномоченных была возложена функция обязательной регистрации религиозных общин и священников, а также снятие с регистрации. Это было важно средство воздействия на неугодных служителей культа, так как зачастую уполномоченные понимали своё право расширительно. К началу 1960-х годов сложилась практика, согласно которой ни одна хиротония священника не могла быть совершена без предварительного согласия уполномоченного. Наконец, уполномоченный был обязан проводить постоянное наблюдение за текущим положением и сообщать в Совет о фактах незаконных действий в отношении духовенства и верующих со стороны местных властей.
5 февраля 1944 года была утверждена инструкция для уполномоченных Совета, которая перечисляла ограничения, имевшиеся для религиозных общин и «исполнителей культа» и напоминала:

…деятельность религиозных общин и исполнителей культа должна строго ограничиваться культовыми целями, как то: совершением богослужений в культовом здании, отправлением религиозных обрядов и треб, управлением культовым имуществом…
Эта инструкция от 5 февраля 1944 года была секретной и председатель Совета требовал от уполномоченных ответственного к ней отношения. Известно, что приказом Г. Карпова был отстранен от занимаемой должности уполномоченный по Западной области Загородний за утерю инструкции от 5 февраля 1944 года.
Уполномоченные выступали перед Советом с предложениями, дополнительно ограничивающими права духовенства и верующих. Например, уполномоченный по Ивановской области  в 1949 году предложил Совету запретить духовенству во время полевых работ совершать богослужения в сельских храмах (кроме исполнения треб). Совет это предложение отклонил.
Особенно много стало работы у уполномоченных с 1960 года, когда начало применяться новое законодательство о религиозных объединениях. С 1960 года Совет постоянно направлял уполномоченным запросы с самыми разными требованиями. Например, осенью 1962 года Совет требовал от уполномоченных предоставить данные о количестве и социальном составе создаваемых в приходах «двадцаток», а также охарактеризовать состав трёх — пяти двадцаток, отчитаться о проповеднической деятельности духовенства, «разобраться» «почему ещё сохраняется религиозная обрядность на уровне прошлых лет» и отчитаться об этом. Кроме этого, на уполномоченных возлагалась обязанность учитывать культовые здания и церковное имущество, они должны были принимать «активное участие в создании продуманной и стройной системы атеистического воспитания», а также заполнять различные статистические карточки и таблицы, разработанные Советом.
Совет наказывал уполномоченных за отсутствие контактов с духовенством. В частности, Совет разъяснял: «отказываться от приглашений духовенства на обед, торжественный молебен не следует, так как это может быть истолковано как пренебрежительное отношение Уполномоченных Совета». Совет также запрещал «смыкание с духовенством»: «участие Уполномоченных в выпивках», «панибратские отношения с духовенством», «прием подарков и угощений» и прочее. В частности, были сняты с работы уполномоченные 4-х областей РСФСР «за допущение взяточничества, бытовое разложение и сращивание с церковниками и духовенством». На взятки от духовенства и верующих уполномоченные реагировали по-разному: оборудовали себе кабинеты, возвращали «подарки», вносили деньги в Фонд обороны. Совет подробно объяснял, что дача взятки влечет наказание в виде 5 лет лишения свободы. Подчеркивалось, что «взятка ни в коем случае не может быть передана на какие-либо государственные или общественные цели».
Сформировать «костяк» опытных уполномоченных удалось ко второй половине 1945 года, когда насчитывалось 12 уполномоченных, работавших с 1943 года и 44 уполномоченных, работавших с 1944 года. Награждение отличившихся уполномоченных было проведено после войны одновременно с награждением членов Совета. Указом Президиума Верховного совета СССР от 22 августа 1945 года были награждены «наиболее отличившиеся работники Совета по делам Русской православной церкви при СНК СССР», в числе этих работников были названы как члены Совета, так и ряд его уполномоченных.
Уполномоченные были не во всех регионах. В начале 1960-х годов количество уполномоченных сокращалось по инициативе местных властей. Численность штатных уполномоченных составляла:
- 1946 год — 112 человек[2];
- 1961 год — 103 человека[6];
- 1963 год — 86 человек[6];
- 1964 год — 77 человек[6].

Штат уполномоченного состоял обычно из трех работников: сам уполномоченный, секретарь и машинистка.
Социальный статус уполномоченных в номенклатурной системе был крайне низок, поэтому в первые годы часто на эту должность попадали люди, которым было трудно справляться с обязанностями по состоянию здоровья. Карпов в 1946 году писал, что 20 уполномоченных «либо инвалиды, либо тяжелобольные (туберкулёз, язва желудка, припадки и т. д.)». Среди уполномоченных в первые годы значительную часть составляли выходцы из спецслужб. Например, в 1949 году выходцами из спецслужб были 20 уполномоченных.
Имела место практика без ведома (а иногда вопреки его мнению) Совета по делам Русской православной церкви передачи полномочий уполномоченного Совета либо уполномоченному Совета по делам религиозных культов, либо (по совместительству) работникам исполкомов.
Разделение при Хрущёве областных комитетов КПСС и исполнительных комитетов на промышленные и сельские внесло дополнительный хаос в работу Совета. Часть уполномоченных Совета была включена в штат промышленных, а остальные попали в состав сельских областных и краевых исполкомов. Состоявший в штате промышленного исполкома уполномоченный не получал средств на работу в сельской местности. Уполномоченный, включённый в штат сельского исполкома, не имел финансирования для работы в городах и рабочих посёлках.

## Вышестоящие органы
Формально Совет подчинялся советскому правительству — Совету народных комиссаров СССР и сменившему его Совету министров СССР. Фактически Совет выполнял указания партийного руководства — ЦК ВКП(б) и сменившего его ЦК КПСС. При создании Совета в номенклатуру Секретариата ЦК ВКП(б) были включены только две должности — председателя Совета и его заместителя. В дальнейшем номенклатурными работникам стали все члены Совета. По состоянию на начало 1960-х годов должности председателя Совета, его заместителя, ответственного секретаря и двух заведующих отделами Совета были номенклатурой ЦК КПСС и назначались по решениям этого партийного органа (Совет министров СССР только юридически оформлял эти решения).

## Деятельность
Положение о Совете, утвержденное 7 октября 1943 года, предусматривало, что этот орган должен осуществлять связь «между Правительством СССР и Патриархом Московским и всея Руси по вопросам Русской православной церкви, требующим рассмотрения Правительства СССР». Примером такой связи является решение вопроса об освобождении священнослужителей от призыва в армию. Московская патриархия обратилась с просьбой об этом, после чего председатель Совета Г. Карпов в августе 1944 года написал В. Молотову о необходимости освободить специальным постановлением Совнаркома СССР священнослужителей от мобилизации. 3 ноября 1944 года Комиссия при Совнаркоме СССР по освобождению и отсрочкам от призыва по мобилизации приняла постановление, освобождавшее от мобилизации в армию православных священников, которые зарегистрированы и служат в церкви.
Совет играл важную роль при решении вопроса об открытии церквей. Постановление Совнаркома СССР «О порядке открытия церквей» от 28 ноября 1943 года установило такой порядок: ходатайство верующих после одобрения местным органом власти пересылалось в Совет, который утверждал его и передавал в Совнарком, который после одобрения вновь передавал ходатайство Совету. Согласно постановлению Совнаркома СССР от 1 декабря 1944 года запрещалось закрывать церкви без согласия Совета. Кроме того, Совет тщательно следил за отношениями Московской патриархии и входящих в её монастырей. В 1959 году председатель Совета напоминал Патриарху, что Московская патриархия без согласия Совета не имеет права давать своим монастырям какие-либо дотации. Только в 1947—1957 годах были закрыты 38 монастырей.
Совет контролировал деятельность своих Уполномоченных на местах: заслушивал их отчеты (в том числе с вызовом Уполномоченного в Москву), проводил проверку их деятельности. Кроме того, Совет помогал Уполномоченным — присылал инструктивные письма, организовывал их совещания и семинары. Впрочем местные Уполномоченные порой предпочитали подчиняться не столько Совету, сколько местным властей. Периодически бывали конфликты между Советом и местными властями, связанные с деятельностью Уполномоченных. Например, Совет смог снять Уполномоченного по Херсонской области Бабина в 1963—1964 годах только после того, как вмешался идеологический отдел ЦК Компартии Украинской ССР. Совет не смог добиться освобождения от должности Уполномоченного по Челябинской области Салова, так как местные органы этот человек устраивал. Зато имели место случаи снятия Уполномоченного с должности по решению местных партийных органов без согласия Совета, причем не всегда Совету удавалось добиться восстановления уволенных в должности. Например, в 1950 году бюро комитета ВКП(б) Красноярского края сняло с должности своего Уполномоченного Н. Гусева, указав, что его «поведение» «во многих случаях не было направлено на сужение деятельности церковников». Бюро также отметило, что Гусев «встал на неправильную позицию защиты церковников и помощи им… не использовал своих прав и не закрывал церкви». Совет по делам Русской православной церкви заявил, что считает Гусева «серьезным работником» и «не видит оснований для освобождения его от работы». ЦК ВКП(б) поддержал решение партийного органа.
В Совет постоянно приезжали посетители, особенно много их стало в период антирелигиозной кампании 1958—1964 годов. Весной 1961 года в Совете была оборудована специальная комната для приема посетителей.
Во внерабочее время небольшой коллектив Совета занимался тем же, чем и сотрудники любого советского государственного учреждения. В 1950—1953 годах в Совете проводилось социалистическое соревнование, работали кружки политучебы и по изучению биографии И. В. Сталина, сотрудники этой организации сажали картошку на выделенном Совету участке.

### Беседы председателя Совета с Патриархом Московским и всея Руси
Важной формой работы Совета были периодические «беседы» его председателя с Патриархом Московским и всея Руси. Обычно на беседах присутствовали три человека — сам Патриарх, председатель Совета и кто-то из членов Совета, который вел стенографическую запись разговора. Например, на беседе 4 мая 1960 года присутствовали патриарх Алексий I и В. А. Куроедов, а запись вел И. И. Сивенков. Во время бесед могли присутствовать иные лица из числа высшего руководства Русской православной церкви и члены Совета. Например, в беседе 2 апреля 1959 года участвовали патриарх, глава Отдела внешних церковных связей Московской Патриархии митрополит Николай (Ярушевич), управляющий делами Московской Патриархии Н. Ф. Колчицкий, председатель Совета Г. Г. Карпов, его заместитель П. Г. Чередняк и И. И. Сивенков (он вел стенографическую запись разговора).
Во время бесед обсуждались разные вопросы — патриарх мог пожаловаться на действия Уполномоченных Совета на местах, обратиться к председателю с какой-либо просьбой, а председатель Совета жаловался Патриарху на действия архиереев и указывал в форме рекомендаций какие решения надлежит принять Патриархии. Например, повестка беседы Г. Г. Карпова и патриарха Алексия I 18 июля 1957 года:
- Патриарх поставил один вопрос — о необходимости замены руководства московских духовных Академии и семинарии;
- Г. Г. Карпов поставил перед патриархом 10 вопросов — о введении в Отдел внешних сношений Московской патриархии более молодых специалистов, о приёме глав всех автокефальных православных церквей в Москве в ноябре — декабре 1957 года, о предстоящих поездках руководства Русской православной церкви в Югославию и Болгарию, о предстоящем приёме Патриархом главы Коптской православной церкви в СССР, о выделении Г. Г. Карпову представителя (недуховного лица) для осмотра Донского монастыря, об увеличении материальной помощи со стороны Московской патриархии Антиохийской православной церкви, о даче Киевскому митрополиту Иоанну указаний о лучшем приёме иностранцев, о болезни митрополита Елевферия (Воронцова), об отзыве главы Польской православной церкви митрополита Макария (Оксиюка), о прошедших «интимных» разговорах Патриарха и епископа Финляндской православной церкви Павла.

## Совет при Сталине: от смягчения к ужесточению церковной политики
Поначалу Совет в целом способствовал восстановлению Русской православной церкви. В конце 1940-х годов в состав Русской православной церкви вернулись обновленцы, были присоединены униатские приходы. По данным Г. Карпова на 2 января 1948 года из 2718 униатских приходов в Западной Украине с Русской православной церковью воссоединился 2491 приход. Быстро увеличивалась численность духовенства. На 1 января 1948 года в СССР было 11827 священников и диаконов. Председатель Совета выступил в конце 1940-х годов с несколькими инициативами по облегчению положения церкви и духовенства. 22 апреля 1947 года Г. Карпов на заседании Совета предложил снять налоговый пресс с духовенства, приравняв его к служащим. В докладной записке, поданной И. Сталину 5 ноября 1948 года, Карпов сообщал, что «Совет считает возможным, в пределах политической целесообразности, не препятствовать обрядовой, издательской, учебной и другой деятельности православной церкви». К концу 1940-х годов между Советом и Патриархом установились близкие, даже дружеские отношения.
Несмотря на то, что в 1944—1947 годах Совет разрешил открыть ряд церквей, все же большинство ходатайств об открытии храмов отклонялось. В 1948 году в донесении И. Сталину Г. Карпов подвел итоги работы Совета по рассмотрению ходатайств об открытии храмов:

В результате изучения и рассмотрения этих ходатайств Советом в 1944—1947 гг., с одобрения Правительством СССР, разрешено открыть 1270 церквей. По ним имелось 4576 ходатайств, или 22,7 % к общему числу ходатайств. Отклонено по разным причинам 15567 (76,3 %) ходатайств об открытии 4418 церквей
Также в период войны Совет боролся с благотворительной деятельностью Церкви. В период войны Церковь вопреки требованиям советского законодательства занялась благотворительностью: опекала госпитали, помогала красноармейцам-инвалидам и т. д. Причем эта помощь принималась несмотря на недовольство центральных властей. По предложению калужского епископа Питирима (Свиридова) было одобрено политорганами и командованием шефство калужского духовенства над военным госпиталем: верующие собрали для госпиталя 50 тысяч рублей, участвовали в раздаче подарков раненым, передали им плакаты и устраивали в госпитале концерты. Такая помощь вызвала недовольство советских центральных органов. 12 мая 1943 года заместитель народного комиссара государственной безопасности Богдан Кобулов сообщал секретарю ЦК ВКП(б) Александру Щербакову об этом случае и добавлял:

Получив эти сведения, НКГБ СССР приняты меры к недопустимости впредь попыток среди церковников входить в непосредственные сношения с командованием госпиталей и ранеными под видом шефства
Государство в годы войны стремилось сделать благотворительность Церкви опосредованной — проводить её через государственные структуры. Совет проводил эту политику, пытаясь бороться с непосредственной помощью церковных структур нуждающимся. Так, на кустовом совещании Уполномоченных Совета в сентябре 1944 года Г. Карпов на вопрос о шефстве церквей над военными госпиталями ответил:

Шефства допускать не следует. Собранные деньги верующие могут сдавать в Банк, а продукты и вещи — в госпиталя через органы Наркомздрава
В инструктивном письме Совета от 21 апреля 1944 года были осуждены случаи открытия «церковниками» «черных касс» и «касс взаимопомощи», а также признана нежелательной непосредственная помощь Церкви красноармейцам-инвалидам:

Иногда религиозные организации допускаются к постоянному шефству над госпиталями и детскими домами. Раздачу финансовых пособий отдельным лицам и шефство над лечебными и детскими учреждениями религиозные деятели используют для усиления своего влияния на массы
Отношения Совета и Русской православной церкви начали меняться с конца 1940-х годов, когда началось ужесточение церковной политики властей. В 1949—1950 годах не было неофициальных приемов руководства Московской патриархии в Совете, Карпов не посетил тезоименитство Алексия I в феврале 1949 года и его день рождения в ноябре 1949 года.

## Совет и Хрущевская антирелигиозная кампания
К моменту начала Антирелигиозной кампании 1958—1964 годов большинство членов Совета были уже пенсионного возраста, что облегчило их замену — в 1957 году ушли на пенсию три члена Совета: Г. Т. Уткин (заведующий Отделом по делам центрального управления церковью), И. И. Иванов (заведующий инспекторским отделом) и заместитель председателя Совета С. К. Белышев. На их место пришли новые люди. Инспекторский отдел возглавил И. И. Сивенков, отделом по делам центрального управления заведовал сначала Л. А. Щербаков (с мая по декабрь 1957 года), а затем В. И. Васильев. Заместителем председателя Совета стал в декабре 1957 года П. Г. Чередняк. Председатель Совета Георгий Карпов трижды с 1956 года подавал в отставку, но её не принимали.
После чистки Совета вышло Постановление ЦК КПСС от 4 октября 1958 года, которое жестко критиковало деятельность Советов по делам Русской православной церкви и по делам религий и культов. В частности, в Постановлении отмечалось: «Советы и их представители на местах плохо осуществляют свои функции, иногда идут на поводу у церковников, своевременно не информируют партийные и советские органы о деятельности служителей церкви, членов сект».
Новые члены Совета П. Г. Чередняк и И. И. Сивенков были опытными экономистами и даже имели степени кандидатов экономических наук. К осени 1958 года они разработали рекомендации по подрыву материальной базы церкви, которые (вместе с предложениями Министерства финансов) легли в основу правительственных постановлений от 16 октября 1958 года «О налоговом обложении доходов предприятий епархиальных управлений, а также доходов монастырей» и «О монастырях в СССР».
Во время хрущевской антирелигиозной кампании председатель Совета Георгий Карпов занял противоречивую позицию: он писал отчеты в ЦК КПСС о мерах по ограничению религиозных организаций и при этом рассылал местным Уполномоченным Совета инструктивные материалы о недопустимости административного нажима с целью сокращения численности духовенства и верующих. Например, в марте 1959 года Карпов разослал по Уполномоченным инструкцию, в которой осуждал их участие в «индивидуальной работе» с верующими, деятельность «по выявлению детей и молодежи в церквях» и «практику местных органов по проведению собраний трудящихся о закрытии церквей». В июне 1959 года за подписью Карпова Уполномоченным разослано письмо о закрытии приходов, в котором Председатель Совета по делам Русской православной церкви подчеркивает, что закрывать необходимо лишь приходы, «где длительное время нет служб, и в общинах осталось незначительное число верующих». При этом Карпов отмечал, что «эту работу нельзя проводить кампанейски, путем административного нажима» и напоминал, что запрещается закрывать церкви без согласия Совета. Карпов регулярно представлял в ЦК КПСС материалы как о незаконной деятельности церковников, так и о фактах «грубого администрирования» со стороны местных органов власти. В 1959—1960 годах Карпов безуспешно добивался приема у Н. С. Хрущёва и Е. А. Фурцевой.
Вместе с тем уже в 1959 году Карпов оказывал давление на Патриарха Московского и всея Руси с целью уменьшения количества монастырей. Во время беседы с Патриархом Карпов 2 апреля 1959 года сообщил, что местные советские органы власти обратились в Совет министров СССР о сокращении значительного количества действующих монастырей и скитов. По словам Карпова Совет министров СССР поручил Совету по делам Русской православной церкви изучить этот вопрос. После изучения этого вопроса Совет, по словам Карпова, принял решение рекомендовать постепенно сократить 28 монастырей и скитов. В свою очередь Патриарх прислал в Совет 4 апреля 1959 года письменное согласие на сокращение 28 монастырей и скитов. Кроме того, по просьбе Карпова Патриарх согласился запретить принимать в монастыри лиц, не достигших 30 лет.
За спиной Карпова отдел пропаганды и агитации по союзным республикам направил в Комиссию ЦК КПСС по вопросам идеологии, культуры и внешних партийных связей записку «О незаконной деятельности церковников и сектантов» и проект одноимённого постановления. В Записке указывалось, что «за последние годы ослаблен контроль, особенно со стороны Совета по делам Русской православной церкви». В Записке также сообщалось, что «Карпов неправильно понимает задачи Совета, не желает учитывать изменения, происходящие в нашей стране». В ответ на эту Записку Карпов направил в ЦК КПСС "Пояснение к «Записке „О незаконной деятельности церковников и сектантов“», в котором отверг обвинения в свой адрес.
13 января 1960 года вышло Постановление ЦК КПСС «О мерах по ликвидации нарушений духовенством советского законодательства о культах», которое предусматривало меры, которые не нравились Карпову. 6 февраля 1960 года Постановлением Совета министров СССР «О т.т. Карпове и Куроедове» Карпов был снят с поста председателя Совета без указания причины.
Новый председатель Совета В. А. Куроедов провел первое заседание Совета 23 — 24 февраля 1960 года. Была проведена по разработке целого ряда нормативных документов. К июню 1960 года Совет разработал проект нового положения о Совете по делам Русской православной церкви. Однако проект Положения был отвергнут 21 июля 1961 года президиумом Совета министров СССР, признавшим «нецелесообразным утверждение новых положений о Советах».
При Куроедове в 1960—1961 годах прошла новая чистка Совета: были уволены заместитель председателя, ответственный секретарь и заведующие отделами. Куроедов стремился ослабить влияние духовенства. 20 — 23 апреля 1960 года Куроедов на совещании Уполномоченных Совета поставил задачу: «Теснить и наступать на религиозные организации умно, тактично и осторожно».

## Финансирование Совета и его Уполномоченных
Совет (но не его Уполномоченные на местах) финансировался из бюджета СССР. В 1947 году оклады членов Совета были следующие (в месяц):
- Председатель — 3900 руб.;
- Заместитель председателя — 2850 руб.;
- Член Совета — 2000 руб.

Оклады иных сотрудников аппарата Совета в 1947 году составляли от 310 руб. (сторож) до 1600 руб. (помощник председателя).
Деятельность Уполномоченных Совета финансировалась местными властями. Размер зарплаты Уполномоченного не был отрегулирован на общесоюзном уровне и зависел от решения органа, который его назначал. То же относилось и к работникам, подчиненным Уполномоченному. Например, в 1948 году Уполномоченный Совета по делам Русской православной церкви по Ивановской области С. А. Виноградов получал 1500 руб. в месяц, его секретарь — 300 руб., машинистка — 250 руб. Все это привело к тому, что материальное положение Уполномоченного и возможности его полноценной работы полностью зависели не от Совета, а от местных властей. Областные и краевые исполкомы зачастую не обеспечивали Уполномоченных транспортом, не финансировали их командировки, предоставляли плохие помещения для работы. Статус Уполномоченных также был низок. Например, большинство Уполномоченных было лишено возможности пользования спецполиклиниками и получения путевок на санаторно-курортное лечение.

## Здание Совета
Первоначально Совету был отведен 2-этажный особняк в Москве, по адресу: улица Кропоткина, 20. В 1962 году Совет (вместе с Советом по делам религиозных культов) переехал в новое здание на Смоленском бульваре.

## Отношения с Советом по делам религиозных культов
В СССР существовал с 1944 года Совет по делам религиозных культов, ведавший всеми религиозными объединениями (кроме Русской православной церкви). Он тесно взаимодействовал с Советом по делам Русской православной церкви. В начале 1950-х годов между сотрудниками обоих советов проходили товарищеские матчи по волейболу и шахматам. Уже в конце 1940-х годов был поднят вопрос об объединении обоих Советов. 5 ноября 1948 года Г. Карпов подал записку И. В. Сталину, в которой помимо прочего предложил объединить оба органа в Совет по делам религиозных объединений. После этого председателя Совета по делам Русской православной церкви вызвали в отдел пропаганды и агитации ЦК ВКП (б), где указали на «нецелесообразность» его предложений.
К объединению вернулись при Н. С. Хрущеве. В 1959 году Совет по делам религиозных культов был интегрирован с Советом по делам Русской православной церкви: на два органа были созданы общие бухгалтерия, юрисконсульт, хозяйственная часть и библиотека. Причем это объединение произошло в то время как председатель Совета по делам Русской православной церкви Георгий Карпов и его заместитель Павел Чередняк находились в больнице.
На местах распространилась практика, при которой один и тот же человек был Уполномоченным обоих Советов. В 1960-е годы количество таких совместных Уполномоченных было следующим:
- 1961 год — 30 чел.;
- 1963 год — 26 чел.;
- 1964 год — 19 чел.

Работа совместного Уполномоченного двух Советов была нелегка. Бывали случаи, когда такой Уполномоченный получал указания от Совета по делам религиозных культов, которые противоречили предписаниям Совета по делам Русской православной церкви.

## Упразднение
В январе 1963 года прошло совместное партийное собрание в Советах по делам Русской православной церкви и по делам религии и культов, по итогам которого было принято обращение к Н. С. Хрущёву о необходимости объединения двух советов в один. В качестве выгоды от объединения секретари партбюро Советов указывали, что оно позволит сократить около 100 должностей Уполномоченных на местах. Идеологический отдел ЦК КПСС проконсультировался по этому вопросу с секретарями ЦК Компартий союзных республик по идеологии. Против объединения высказались секретари по идеологии нескольких союзных республик (Казахской, Литовской и Украинской ССР) и инициатива была отклонена. Только 8 декабря 1965 года вышло постановление № 1043 Совета министров СССР «О преобразовании Совета по делам Русской православной церкви и Совета по делам религии и культов в единый орган — Совет по делам религий при СМ СССР». Главой объединённого совета стал В. А. Куроедов. Некоторые Уполномоченные Совета по делам Русской православной церкви продолжили свою деятельность уже в качестве Уполномоченных Совета по делам религий и находились на своих постах десятилетиями. Например, А. А. Трушин, который в 1943—1965 годах был Уполномоченным Совета по делам Русской православной церкви по Москве и Московской области, в 1966—1984 годах занимал пост Уполномоченного Совета по делам религий по Московской области Г. С. Жаринов, Уполномоченный Совета по делам Русской православной церкви по Ленинградской области в 1961—1965 годах, продолжал исполнять свои обязанности в качестве Уполномоченного Совета по делам религий по Ленинградской области в 1966—1987 годах.

## Председатели Совета
- Георгий Григорьевич Карпов (1943—1960)
- Владимир Алексеевич Куроедов (1960—1965)